# Sankt Elias kyrka, Babrujsk
Sankt Elias kyrka (belarusiska: Свята-Ільінская царква/Svjata-Ilinskaja tsarkva) är en belarusisk-ortodox träkyrkobyggnad belägen vid Sikorski-gatan 30, i staden Babrujsk i Mahiljoŭs voblast, i centrala Belarus.
Kyrkan är helgad åt den israelitiske profeten Elia och tillhör Babrujsks stift.

## Historik
Sankt Elias kyrka i Babrujs byggdes 1893. 
I början av 1930-talet stängdes kyrkan ned, men öppnades upp igen under andra världskriget.

## Kyrkan
Kyrkans fasad är gjord av trä och taket av plåt.

## Bilder

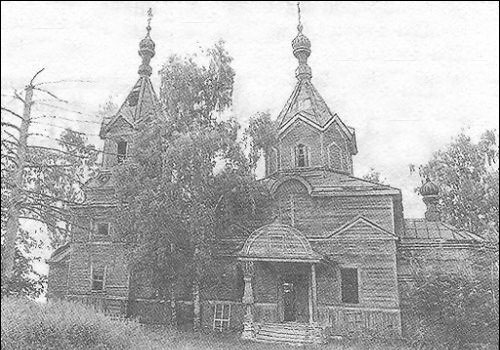
Sankt Elias kyrka (före 1917).
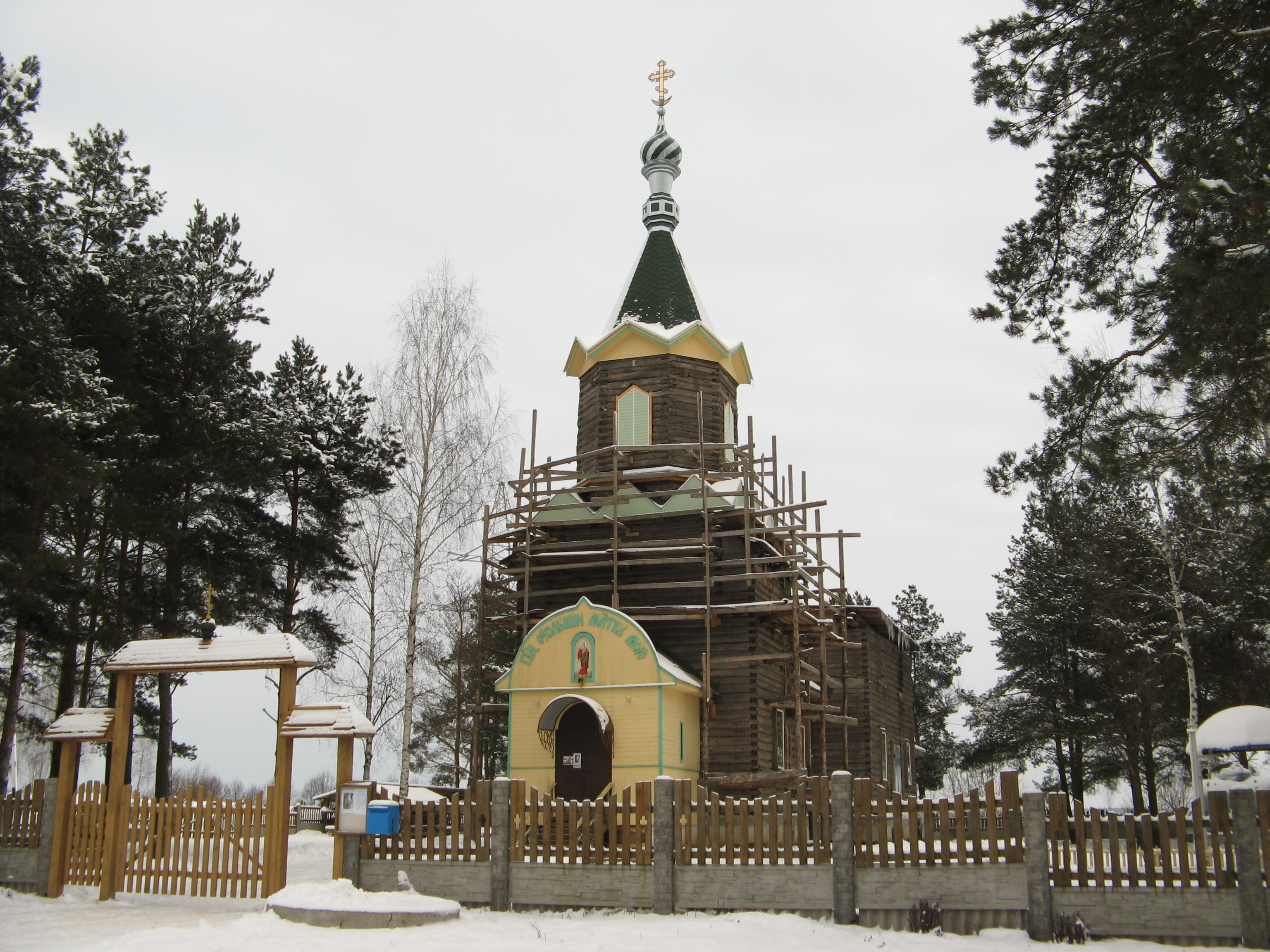
Sankt Elias kyrka (december 2008).
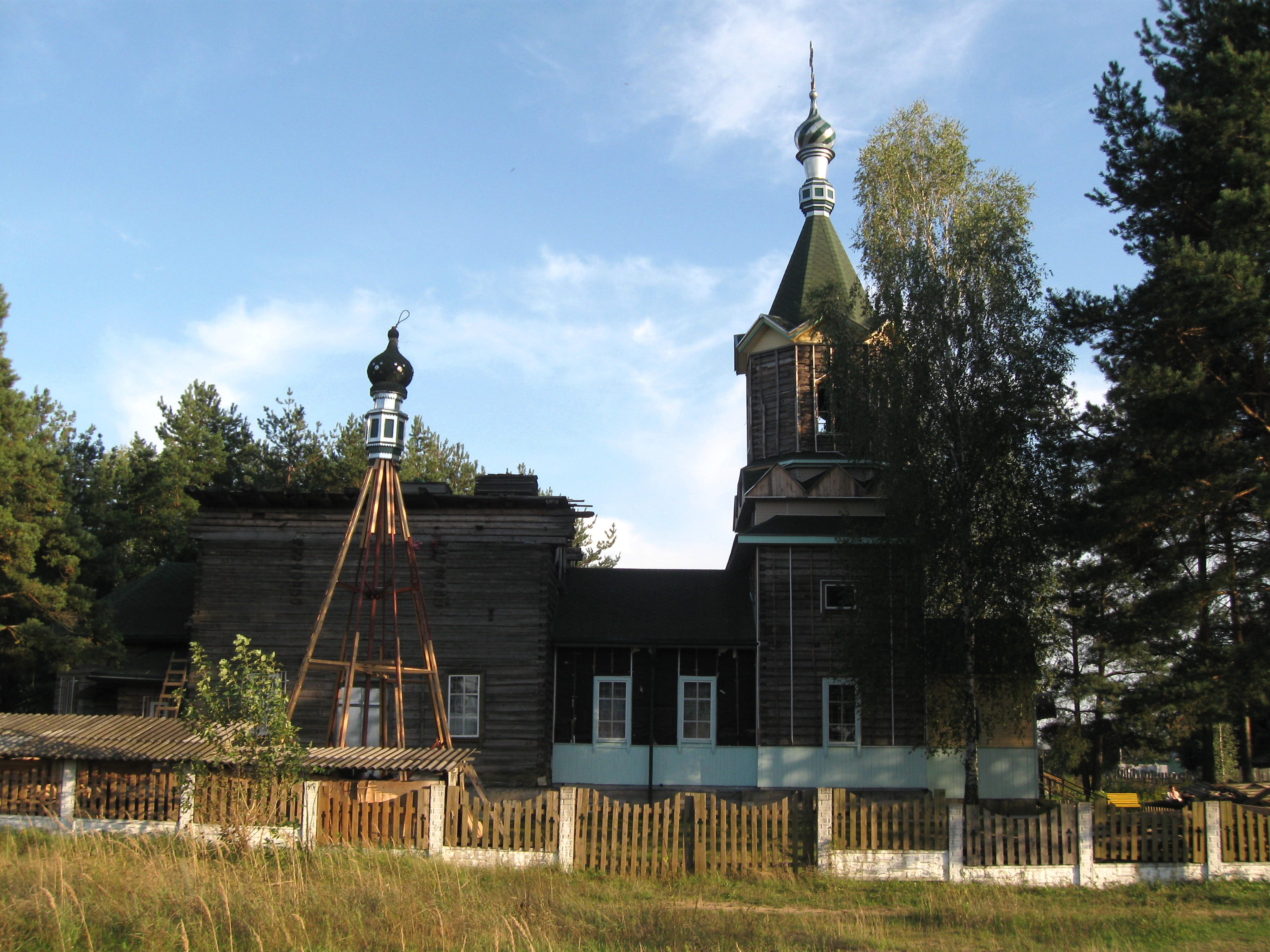
Kyrkan från sidan (september 2012).